# Bahawalnagar
Bahawalnagar (en ourdou : بہاولنگر) est une ville pakistanaise, et capitale du district de Bahawalnagar, dans la province du Pendjab.

## Histoire
En août 2021, 3 personnes trouvent la mort 59 sont blessées dans une attentat à la grenade survenue lors d'une procession chiite. Le cortège se déplaçait vers un Imambargah dans le cadre de la commémoration annuelle de l'Achoura.

## Démographie
La population de la ville a été multipliée par près de trois entre 1972 et 2017, passant de 49 235 habitants à 161 033. Entre 1998 et 2017, la croissance annuelle moyenne s'affiche à 2,0 %, inférieure à la moyenne nationale de 2,4 %. En 2023, la population de la ville monte à 241 873 habitants.
|            | 1972 (rec.) | 1981 (rec.) | 1998 (rec.) | 2017 (rec.) | 2017 (rec.) |
| ---------- | ----------- | ----------- | ----------- | ----------- | ----------- |
| Population | 50 991      | 74 533      | 111 313     | 161 033     | 241 873     |